# Уэббер, Пегги
Пегги Уэббер (англ. Peggy Webber; род. 15 сентября 1925, Ларедо) — американская актриса.

## Биография
Пегги Уэббер родилась 15 сентября 1925 года в Ларедо, Техас.
В 1942 году она окончила среднюю школу Тусона, где активно занималась драматургией. До того, как ей исполнилось 3 года, она развлекала публику во время антрактов в театрах.
Её дебют на экране состоялся в фильме 1946 года «Ее авантюрная ночь». Среди других её известных ролей — миссис Элис Райс в фильме 1952 года «Командование подводной лодки» и мисс Деннерли в «Не том человеке» режиссёра Альфреда Хичкока.
Уэббер дебютировала на радио в возрасте 12 лет. Её вокальные таланты для радио были отмечены в выпуске журнала Time от 5 августа 1946 года.
Она является основательницей Калифорнийского артистического радиотеатра.
В выпуске от 8 сентября 2019 года «Большой эфир» рассказывалось о её карьере и включалось недавнее интервью, в котором она упомянула свои текущие проекты.
В 2014 году Уэббер получила премию Нормана Корвина за выдающиеся достижения в аудиотеатре, «которая отмечает достижения всей жизни в этом звуковом искусстве».